# Gigi De Rienzo
Luigi De Rienzo, detto Gigi (Paternopoli, 13 maggio 1955), è un musicista, produttore discografico, arrangiatore e compositore italiano.

## Biografia
Bassista autodidatta, inizia a suonare alle scuole medie col compagno di classe Enzo Avitabile, con cui ha formato il suo primo gruppo.  Nel 1974 ha iniziato una lunga collaborazione con Tony Esposito in studio e live, partecipando a festival storici come Parco Lambro e Montreux Jazz Festival.
Ha collaborato come strumentista e/o arrangiatore e produttore con numerosi artisti, tra cui Gino Paoli, Andrea Bocelli, Mango, Eugenio Finardi, Anna Oxa, Irene Grandi, Luca Barbarossa e in particolare artisti della scena partenopea, tra cui spiccano Pino Daniele (fondamentale il suo apporto nell'album Nero a metà), Eugenio Bennato, dapprima nel gruppo Musica Nova  e in seguito nei vari progetti solistici, Edoardo Bennato, suonando dal vivo e curando la produzione di diversi album e singoli fra cui Viva la Mamma, Teresa De Sio, per la quale arrangia e produce gli album di maggiore successo , Eduardo De Crescenzo, arrangiando e producendo due album tra cui l'iconico C'è il Sole, Roberto Murolo, Massimo Ranieri, Nino Buonocore, James Senese, col quale ha avuto una lunghissima collaborazione sia in studio che nel live facendo anche parte del gruppo Napoli Centrale, Enzo Gragnaniello, Pietra Montecorvino, Almamegretta, per i quali produce l'album Controra.
Anche compositore, ha scritto per Teresa De Sio, Eduardo De Crescenzo e altri artisti, ha firmato tra gli altri il brano Eva,  singolo per  Mina e Adriano Celentano.Ha curato la produzione degli ultimi spettacoli live di Pino Daniele. È stato direttore artistico in diversi festival e manifestazioni. Ha  curato varii progetti musicali per l'Auditorium Parco della Musica di Roma, fra i quali recentemente " Viaggio in Italia" con Marco Zurzolo, Carlo Fimiani e Vittorio Riva,  "Tutto su Eva" dell'Auditorium Band , formazione da lui diretta, a cui hanno preso parte come ospiti Raiz e Maria Pia De Vito, e le ultime Lezioni di Rock per Ernesto Assante e Gino Castaldo. È attualmente impegnato nel progetto "Nero a Metà Experience", concerto tributo a Pino Daniele , insieme a Ernesto Vitolo e Agostino Marangolo, e "Blues for Pino", da un'idea di Osvaldo Di Dio, un disco e un concerto che raccolgono e rivisitano  i blues di Pino Daniele . 

### Vita privata
È il fratello del giornalista Fiore De Rienzo e della scrittrice Giuseppina De Rienzo, e lo zio dell'attore Libero De Rienzo.